# Rajd Barbórka 2022
60 Rajd Barbórka – 60. edycja Rajdu Barbórki. Był to rajd samochodowy rozgrywany od 2 do 3 grudnia 2022 roku. Bazą rajdu było miasto Warszawa. Rajd obejmował sześć odcinków specjalnych. Ostatni odcinek nie zaliczany do rajdu, tzw. Kryterium Asów na ulicy Karowej była transmitowany na żywo w telewizji.

## Lista startowa
Poniższa lista spośród 126 zgłoszonych zawodników obejmuje tylko wybranych zawodników startujących w rajdzie w klasie R1.
| Nr. | Kierowca             | Pilot                 | Samochód                   | Klasa |
| --- | -------------------- | --------------------- | -------------------------- | ----- |
| 1   | Kajetan Kajetanowicz | Maciej Szczepaniak    | Škoda Fabia Rally2 evo     | R1    |
| 2   | Mikołaj Marczyk      | Szymon Gospodarczyk   | Škoda Fabia Rally2 evo     | R1    |
| 3   | Łukasz Byśkiniewicz  | Adam Jędraszek        | Hyundai i20 R5             | R1    |
| 4   | Jarosław Szeja       | Marcin Szeja          | Hyundai i20 R5             | R1    |
| 5   | Adrian Chwietczuk    | Damian Syty           | Škoda Fabia Rally2 evo     | R1    |
| 6   | Michał Ratajczyk     | Jędrzej Szcześniak    | Ford Fiesta Proto          | R1    |
| 7   | Wojciech Chuchała    | Sebastian Rozwadowski | Škoda Fabia Rally2 evo     | R1    |
| 8   | Jakub Brzeziński     | Piotr Nowak           | Subaru Impreza STi N15     | R1    |
| 9   | Marek Nowak          | Adam Grzelka          | Škoda Fabia Rally2 evo     | R1    |
| 10  | Adam Sroka           | Patryk Kielar         | Ford Fiesta Rally3         | R1    |
| 12  | Grzegorz Bonder      | Kamil Heller          | Volkswagen Polo GTI R5     | R1    |
| 14  | Krzysztof Bubik      | Adrian Sadowski       | Škoda Fabia R5             | R1    |
| 15  | Piotr Parys          | Andrzej Górski        | Ford Fiesta Proto          | R1    |
| 16  | Michał Tochowicz     | Piotr Białowąs        | Citroën C3 Rally2          | R1    |
| 17  | Sebastian Stec       | Michał Sowa           | Ford Fiesta Proto          | R1    |
| 20  | Marcin Kowal         | Sebastian Lenkowski   | Ford Fiesta Rally3         | R1    |
| 21  | Marek Temple         | Klaudia Temple        | Citroën DS3 R5             | R1    |
| 24  | Stefan Karnabal      | Ireneusz Pleskot      | Mitsubishi Lancer Evo X R4 | R1    |
| 25  | Konrad Biela         | Ryszard Ciupka        | Škoda Fabia Rally2 evo     | R1    |

## Zwycięzcy odcinków specjalnych[3]
| Dzień     | Numer odcinka | Nazwa odcinka               | Długość | Zwycięzca odcinka | Samochód               | Czas    | Lider rajdu     |
| --------- | ------------- | --------------------------- | ------- | ----------------- | ---------------------- | ------- | --------------- |
| 2 grudnia | OS1           | SZNAJDER Batterien Pruszków | 3,60 km | Mikołaj Marczyk   | Škoda Fabia Rally2 evo | 2:58.43 | Mikołaj Marczyk |
| 3 grudnia | OS2           | Tor SŁOMCZYN I              | 3,85 km | Mikołaj Marczyk   | Škoda Fabia Rally2 evo | 3:02.50 | Mikołaj Marczyk |
| 3 grudnia | OS3           | Tor SŁOMCZYN II             | 3,85 km | Wojciech Chuchała | Škoda Fabia Rally2 evo | 3:01.96 | Mikołaj Marczyk |
| 3 grudnia | OS4           | Tor SŁUŻEWIEC I             | 5,38 km | Mikołaj Marczyk   | Škoda Fabia Rally2 evo | 4:25.99 | Mikołaj Marczyk |
| 3 grudnia | OS5           | Tor SŁUŻEWIEC II            | 5,38 km | Mikołaj Marczyk   | Škoda Fabia Rally2 evo | 4:24.88 | Mikołaj Marczyk |
| 3 grudnia | OS6           | Autodrom BEMOWO DUET        | 1,78 km | Mikołaj Marczyk   | Škoda Fabia Rally2 evo | 1:39.33 | Mikołaj Marczyk |

## Wyniki rajdu[4]
| Miejsce | Kierowca            | Pilot                 | Samochód               | Czas     | Strata | Grupa Klasa |
| ------- | ------------------- | --------------------- | ---------------------- | -------- | ------ | ----------- |
| 1       | Mikołaj Marczyk     | Szymon Gospodarczyk   | Škoda Fabia Rally2 evo | 19:33.26 | –      | R1          |
| 2       | Wojciech Chuchała   | Sebastian Rozwadowski | Škoda Fabia Rally2 evo | 19:47.00 | +13.74 | R1          |
| 3       | Marek Nowak         | Adam Grzelka          | Škoda Fabia Rally2 evo | 19:56.81 | +23.55 | R1          |
| 4       | Grzegorz Bonder     | Kamil Heller          | Volkswagen Polo GTI R5 | 20:01.52 | +28.26 | R1          |
| 5       | Jarosław Szeja      | Marcin Szeja          | Hyundai i20 R5         | 20:02.74 | +29.48 | R1          |
| 6       | Krzysztof Bubik     | Adrian Sadowski       | Škoda Fabia R5         | 20:03.92 | +30.66 | R1          |
| 7       | Adam Sroka          | Patryk Kielar         | Ford Fiesta Rally3     | 20:09.02 | +35.76 | R1          |
| 8       | Piotr Parys         | Andrzej Górski        | Ford Fiesta Proto      | 20:09.92 | +36.66 | R1          |
| 9       | Michał Tochowicz    | Piotr Białowąs        | Citroën C3 Rally2      | 20:11.22 | +37.96 | R1          |
| 10      | Łukasz Byśkiniewicz | Adam Jędraszek        | Hyundai i20 R5         | 20:11.85 | +38.59 | R1          |

## Kryterium Asów na Karowej[5]
Odcinek specjalny na ulicy Karowej w Warszawie to zawsze ostatnia próba Rajdu Barbórki, która nie jest zaliczana do klasyfikacji generalnej. W tym roku do startu w kryterium dopuszczonych było 30 załóg.
| Miejsce | Kierowca            | Pilot                 | Samochód               | Czas    | Strata | Grupa Klasa |
| ------- | ------------------- | --------------------- | ---------------------- | ------- | ------ | ----------- |
| 1       | Łukasz Byśkiniewicz | Adam Jędraszek        | Hyundai i20 R5         | 2:13.27 | –      | R1          |
| 2       | Mikołaj Marczyk     | Szymon Gospodarczyk   | Škoda Fabia Rally2 evo | 2:13.45 | +0.18  | R1          |
| 3       | Jarosław Szeja      | Marcin Szeja          | Hyundai i20 R5         | 2:15.08 | +1.81  | R1          |
| 4       | Wojciech Chuchała   | Sebastian Rozwadowski | Škoda Fabia Rally2 evo | 2:15.42 | +2.15  | R1          |
| 5       | Kacper Terlikowski  | Patryk Rybarczyk      | Škoda Fabia Rally2 evo | 2:15.48 | +2.21  | R1          |
| 6       | Adam Sroka          | Patryk Kielar         | Ford Fiesta Rally3     | 2:15.95 | +2.68  | R1          |
| 7       | Grzegorz Bonder     | Kamil Heller          | Volkswagen Polo GTI R5 | 2:17.49 | +4.22  | R1          |
| 8       | Marek Nowak         | Adam Grzelka          | Škoda Fabia Rally2 evo | 2:18.91 | +5.64  | R1          |
| 9       | Piotr Parys         | Andrzej Górski        | Ford Fiesta Proto      | 2:18.96 | +5.69  | R1          |
| 10      | Adrian Chwietczuk   | Damian Syty           | Škoda Fabia Rally2 evo | 2:20.21 | +6.94  | R1          |
| 10      | Michał Tochowicz    | Piotr Białowąs        | Citroën C3 Rally2      | 2:20.21 | +6.94  | R1          |